# Mohn (Unternehmerfamilie)

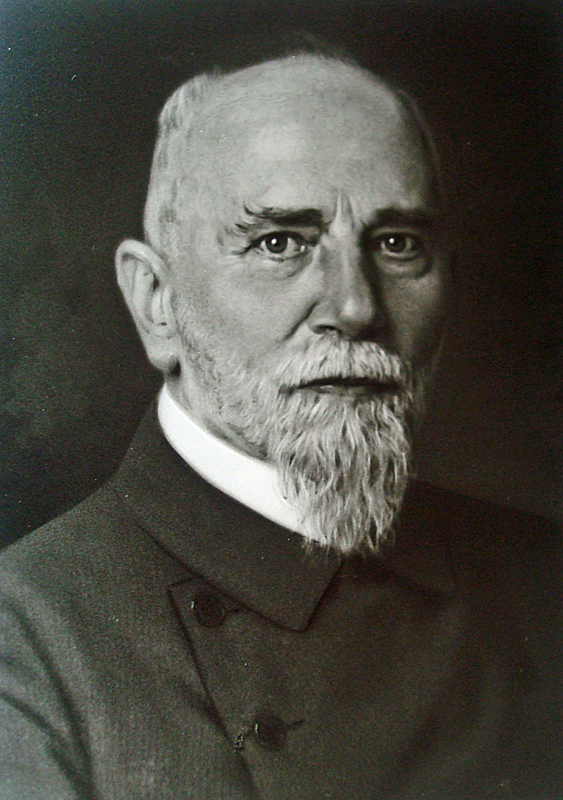
Johannes Mohn (1856–1930)

Die Familie Mohn ist eine deutsche Unternehmerfamilie. Sie ist mit dem Unternehmen Bertelsmann verbunden, zu dem beispielsweise die RTL Group und hier wiederum etwa n-tv gehören.

## Generationen
- Johannes Mohn (1856–1930), verheiratet 1881 mit Friederike Bertelsmann (1859–1946), Tochter von Heinrich Bertelsmann (1827–1887) und Enkelin von Carl Bertelsmann (1791–1850), dem Gründer des Druck- und Verlagshauses Bertelsmann.
  - Heinrich Mohn (1885–1955) verheiratet mit Agnes Mohn geb. Seippel (1889–?)
    - Hans Heinrich Mohn (1913–1939)
    - Ursula Mohn (1915–2014)
    - Annegret Mohn (1916–2011)
    - Sigbert Mohn (1918–2002)
    - Reinhard Mohn (1921–2009) verh. 1982 mit Liz Mohn geb. Beckmann (geb. 1941)
      - Brigitte Mohn (geb. 1964)
      - Christoph Mohn (geb. 1965)
      - Andreas Mohn (geb. 1968)

    - Gerhard Mohn (geb. 1926)